# Pacific Responder
Die Pacific Responder ist ein unter der Flagge von Singapur fahrender Ankerziehschlepper.

## Einzelheiten
Die Pacific Responder wurde 2006 unter der Baunummer 164 auf der indonesischen Werft PT Pan-United Shipyard Indonesia gebaut. Die Kiellegung fand am 18. Mai 2005, der Stapellauf am 30. April 2006 statt. Die Fertigstellung des Schleppers erfolgte am 1. August 2006.
Der Schlepper stand von 2006 bis 2014 der Australian Maritime Safety Authority zur Verfügung und war Teil des australischen Notschleppkonzeptes. Während der Zeit fuhr er unter australischer Flagge und war in Cairns stationiert. Cairns war auch Heimathafen des Schiffes. Das Operationsgebiet umfasste die Torres-Straße und das Great Barrier Reef.

## Technik und Ausstattung
Der Antrieb des Schiffes erfolgt dieselmechanisch über zwei Bergen-Dieselmotoren mit je 2.610 kW Leistung, die über Untersetzungsgetriebe auf zwei Verstellpropeller mit Kortdüse wirken. Weiterhin verfügt das Schiff über zwei Bug- und ein Heckstrahlruder mit jeweils 500 kW Leistung. Für die Stromversorgung stehen zwei Wellengeneratoren (Scheinleistung: 1.600 kVA) sowie ein Dieselgenerator und ein Notgenerator (Scheinleistung jeweils 338 kVA) zur Verfügung.
Das Schiff erreicht eine Geschwindigkeit von maximal 15,5 kn. Mittels der dynamischen Positionierung (DP) kann die Pacific Responder auch unter widrigen Witterungs- und Strömungsbedingungen ihre Position halten. Der Pfahlzug wird mit 82 Tonnen angegeben. Für die Brandbekämpfung stehen drei Löschmonitore zur Verfügung, die auf dem Deckshaus installiert sind.
Die Decksaufbauten befinden sich im vorderen Teil des Schiffes. Hinter den Decksaufbauten befindet sich ein 408 m² großes, offenes Arbeitsdeck, das mit bis zu 10 t/m² belastet werden kann. Auf der Backbordseite befindet sich ein Kran.
An Bord stehen 36 Betten zur Verfügung, die sich auf vier Einbettkabinen, zehn Zweibettkabinen (inkl. das Hospital) sowie drei Vierbettkabinen aufteilen.